# Ian Gibbons
Pour les articles homonymes, voir Gibbons (homonymie).
Ian Gibbons est un musicien britannique né le 18 juillet 1952 et mort le 1er août 2019, principalement connu en tant que claviériste des Kinks entre 1979 et 1989. Il a également travaillé avec Roger Chapman et Ian Hunter, entre autres.

## Biographie
En 2008, Ian Gibbons rejoint le groupe The Kast Off Kinks, composé d'anciens membres des Kinks.

## Discographie avec les Kinks
- 1980 : One for the Road (en concert)
- 1981 : Give the People What They Want
- 1983 : State of Confusion
- 1984 : Word of Mouth
- 1986 : Think Visual
- 1987 : Live: The Road (en concert)
- 1994 : To the Bone